# Christian Gottlob Friedrich Wilke
Christian Gottlob Friedrich Wilke (Spandau, 13 de març de 1769 - Treuenbrietzen, 31 de juliol de 1848) fou un organista i compositor alemany.
Fou deixeble de Heinrich Neumann a Spandau, i en Brandenburg i en Berlín aprengué la construcció d'orgues. Nomenat el 1791 organista a Spandau, ho fou més tard el 1809 a Neuruppin, el 1821 director reial de música i inspector de la construcció d'orgues. A banda de valuosos articles tècnics sobre aquesta matèria publicats a Allg. Mus. Ztg. i a Caecilia, escrigué les obres Beiträge zur Geschichte der neuern Orgelbaukunst; Über Wichtigkeit und Unentbehrlichkeit der Orgelmixturen, i Leitfaden zum praktischen Gesangsunterricht.